# Allocerastichus tricarinatus
Allocerastichus tricarinatus is een vliesvleugelig insect uit de familie Eulophidae. De wetenschappelijke naam is voor het eerst geldig gepubliceerd in 1994 door Coote.